# Raissa Mehner
Raissa Mehner (* 1986 in Nordrhein-Westfalen) ist eine deutsche Jazzmusikerin (Gitarre, Komposition).

## Leben und Wirken
Mehner studierte zwischen 2006 und 2011 klassische Gitarre an der Hochschule für Musik und Tanz Köln. Nach ihrem Diplom 2011 vertiefte sie in Köln mit einem Bachelor-Studium in Jazzkomposition/Arrangement, um dann im Masterstudiengang Jazzgitarre an der Folkwang Universität der Künste in Essen zu absolvieren. 
Mehner stellt ihre eigenen Werke vor allem in kleinen Besetzungen vor, etwa mit ihren Quintett Raissa Mehner Deviation. Weiterhin gehört sie mit dem Posaunisten Max Wehner zum improvisierenden Duo wehnermehner und bildet mit Annie Bloch ein experimentelles Duo aus E-Gitarre und Kirchenorgel. Sie spielte unter anderem am Kolleg für Musik und Kunst Montepulciano, bei den 25. Dortmunder Jazztagen, dem Soundtrope Festival in Athen und dem Jazzfestival Soest. Sie ist Mitglied im Quintett Lariza um Lena-Larissa Senge, mit dem sie 2022 das Album Weave bei Double Moon Records veröffentlichte. Mit dem Einsatz von Effektpedalen konnte sie „ihr musikalisches Universum in alle möglichen Richtungen“ ausdehnen. Als Musikerin gehörte sie zum Theaterkollektiv compagnie toit végétal, das in seiner Live-Film-Performance Akim rennt für den IKARUS, den Berliner Kinder- und Jugendtheaterpreis nominiert und international zu vielen Festivals und Gastspielen eingeladen wurde. Sie ist zudem mit Elke Bartholomäus zu hören und tritt auch mit der Großformation The Dorf auf; mit ihr ist sie auf dem Album (Baobab / Echoes) dokumentiert.